# Fernando de Villena
Fernando de Villena (Granada, 8 de noviembre de 1956) es un escritor español.
Es doctor en Filología Hispánica por la Universidad de Granada, con una tesis sobre el poeta cordobés del siglo XVII Luis Carrillo de Sotomayor. Pertenece a la Academia de Buenas Letras de Granada y también a la Academia Hispanoamericana de Buenas Letras. Entre otros, cuenta en su haber con el premio de la Fundación Andrés Bello y con el premio de la Crítica Andaluza. Ha publicado novelas, varios libros de crítica literaria y poemarios. Su obra poética nace influida por la belleza y perfección formal de la poesía de los siglos de Oro ('Pensil de rimas celestes', 'Soledades III y IV' y 'Damas reales'), para abrirse más tarde a influencias contemporáneas. Como actor ha participado en las películas “La segunda estrella a la derecha” de Pablo Bullejos, “La Luz W” y “Recuerdos de un olvido” de Manuel Polls Pelaz.

## Obra poética
- “Pensil de rimas celestes de Lola”, Ámbito Literario, Barcelona, 1980.
- “Soledades tercera y cuarta”, Colección “Genil”, Excma. Diputación Provincial de Granada, 1981.
- “En el orbe de un claro desengaño”, Colección “Ánade”, Antonio Ubago, Editor, 1984.
- “El libro de la esfinge”, Publicaciones de la Librería Anticuario “El Guadalhorce”, Málaga, 1985.
- “La tristeza de Orfeo”, Colección “Ánade”, Ediciones Antonio Ubago, Granada, 1986.
- “Acuarelas”, Colección “Doralice”, Ediciones Antonio Ubago, Granada, 1987.
- “Los retales del infierno”, Publicaciones de la Librería Anticuario “El Guadalhorce”, Málaga,1988.
- “Vos o la muerte”, Colección “Ánade”, Ediciones Antonio Ubago, Granada,1991.
- “Poema de las estaciones”, Colección “Galatea”, Excma. Diputación Provincial de Córdoba, 1992.
- “Poesía (1980-1990)”, Colección Ánade”, Ediciones Antonio Ubago, Granada, 1993.
- “Año cristiano”, Colección “Campo de Plata”, Ediciones Antonio Ubago, Granada, 1995.
- “Personajes con alma”, Ateneo de Málaga, 1995.
- “Égloga de primavera”, en el volumen “Églogas de Tiena”, Colección “Ánade”, Ediciones Antonio Ubago, Granada, 1996.
- “Libro de música”, Colección “mar de fondo”, Ediciones “Corona del Sur”, Málaga, 1996.
- “El fin de la tarde”, Colección “Dressel”, Málaga, 1997.
- “El Mediterráneo (Libro I)”, Colección “Ibn Gabirol” (Premio “Ibn Gabirol), Centro Cultural de la Generación del 27, Excma. Diputación de Málaga, 1998.
- “Belén de terracota”, Colección “Los cuadernos de Sandua”, Cajasur, Córdoba, 1999.
- “El Mediterráneo (Libros II, III y IV), Colección “Ex-Libris”, Editorial “Dauro”, Granada, 2003.
- “Poesía (1990-2000)”, Colección “Troppo Mare”, Editorial “Dauro”, Granada, 2004
- “La cripta de la resurrección”, Cuadernos Literarios de Salobreña, 2005.
- “El Mediterráneo (V, VI y VII), Colección “Mirto Academia”, Publicaciones de la Academia de Buenas Letras de Granada. Editorial “Alhulia”, Salobreña, 2005.
- “La década sombría”, EH Editores, Jerez de la Frontera-Sanlúcar de Barrameda, 2008.
- “Los siete libros del Mediterráneo” (Edición definitiva), Ediciones “Evohé”, colección “Desván”, Madrid, 2009.
- “Conticinio”. “Por el punzón oscuro”, Colección “Mirto Academia”. Publicaciones de la Academia de Buenas Letras de Granada. Editorial “Alhulia”, Salobreña, 2009.
- “Doce sonetos para un jardín granadino”, Aula de Literatura “José Cadalso”, Fundación Municipal de Cultura “Luis Ortega Bru”, San Roque, 2009.
- “Desolación”, Editorial “Liceo Gráfico”, Colección “Musa ebria”, Granada, 2009.
- “Voces del agua”, Colección “El agua y la palabra”, Fundación Emasagra, Granada, MMIX.
- “La hiedra y el mármol”, Ediciones “Carena”, Barcelona, 2009.
- “Los colores del mundo (penúltimos libros de poesía)”, Ediciones Carena, Barcelona, 2014.
- “Morir por mi demanda”, Port Royal Ediciones, Granada, 2015.
- “Estampas de Vejecia”, Ediciones “Carena”, Barcelona, 2016.
- “Acerca de los días” (Poesía 2014-2020), Ediciones “Carena, Barcelona, 2020.
- “Las estaciones de la existencia. Antología poética (1980-2020)”, Baker Street Ediciones, Granada, 2022.
- “La vida más allá del crepúsculo”, Ediciones “Carena”, Barcelona, 2024.

## Obra narrativa
- “El desvelo de Ícaro”, Ediciones Antonio Ubago, Granada, 1988.
- “Relox de peregrinos” (Premio “Ciudad de Jaén”), Publicaciones de la Caja General de Ahorros de Granada, 1988./ 2ª Edición (Definitiva) Excma. Diputación Provincial de Málaga, 1995.
- “Atlántida interior”, Ediciones Antonio Ubago, Granada, 1990.
- “Nieve al olvido”, Colección “Batarro Narrativa”, Ediciones “Corona del Sur”, Málaga, 1993.
- “Por los barrios de Granada”, Editorial “Arguval”, Málaga, 1994.
- “La casa del indiano”, Ediciones “Port Royal”, Granada, 1996./ 2ª Edición 1998.
- “La primavera de los difuntos”, Colección “Túbal”, Ediciones “Aljibe”, Archidona, 1998.
- “El fantasma de la Academia”, Ediciones “Port Royal”, Granada, 1999.
- “El hombre que delató a Lorca”, Ediciones “Port Royal”, Granada, 2002.
- “Sueño y destino”, Colección “Crisálida”, Editorial “Alhulia”, Salobreña, 2002.
- “Las mariposas negras”, Ediciones “Aljibe”, Archidona, 2003.
- “Una vida del siglo XX”, Colección “Narrativa Ideal”, Ediciones “Dauro”, Granada, 2003.
- “Leffa y otros relatos”, Colección “Crisálida”, Editorial “Alhulia”, Salobreña, 2006.
- “Iguazú”, Ediciones “Port Royal”, Granada, 2006.
- “El testigo de los tiempos”, Editorial “Quadrivium”, Girona, 2008. (Premio de la Crítica Andaluza, 2009).
- "Udaipur", Editorial "Carena", Granada, 2010
- "Mundos cruzados", Ediciones Evohé, Madrid, 2012.
- “Fábulas de un tiempo atroz”, Editorial “Nieve y cieno”, Colección “Terra incognita”, Guadix, 2013.
- “Valparaíso. El secreto del Sacromonte”, Ediciones “Port Royal”, Granada, 2015.
- “Hiemal”, Colección “Crisálida”, Editorial “Alhulia”, Salobreña, 2016.
- “Los conciertos”, Editorial “Nazarí”, Granada, 2016.
- “El rostro de San Juan. Un cuadro perdido de Alonso Cano”, Ediciones “Port Royal”, Granada, 2017.
- “Nuevas mariposas negras”, Colección “Mirto Academia”, Editorial “Alhulia”, Salobreña, 2017.
- “El reloj de la vida”, Ediciones “Evohé”, Madrid, 2017.
- “Nuevas historietas de Bernardo Ambroz”, Ediciones “Carena”, Barcelona, 2018.
- “El cautivo de su paraíso”, Ediciones “Evohé”, Madrid, 2019.
- “Ubi sol occidit”, Ediciones “Carena”, Barcelona, 2020.
- “Las siete edades”, Editorial “Niñaloba”, Sevilla, 2020.
- “Los nueve círculos”, Ediciones “Carena”, Barcelona, 2021.
- “El aprendizaje del héroe”, Ediciones “Carena”, Barcelona, 2022.
- “Museo interior y otras estampas históricas”, Colección “Mirto Academia”, Editorial “Alhulia”, Salobreña, 2022.
- “Cuatro casos de Damián Cubero”, Ediciones “Evohé”, Madrid, 2023.
- “Cuentos de misterio en la Alpujarra”, Baker St. Ediciones, Granada, 2024.

## Obra crítica
- “Algunas consideraciones sobre el teatro de Calderón y sobre la ciudad de Ceuta a propósito de “El príncipe constante” (Separata), Publicaciones de la Escuela Universitaria de Magisterio de Ceuta, Universidad de Granada, diciembre de 1983.
- “El primer culto de España: Don Luis Carrillo de Sotomayor”, Antonio Ubago, Editor, Granada, 1984.
- “Antología lírica. Luis Barahona de Soto”, Prólogo y selección a cargo de Fernando de Villena, Ilustre Ayuntamiento de Archidona, 1991.
- “La poesía que llega. Jóvenes poetas españoles”, Huerga & Fierro editores, Madrid, 1998.
- “En la misma ciudad, en el mismo río…Poetas granadinos de los 70”, Port Royal Ediciones, Granada, 1999.
- “Visión del siglo XVII” (Separata), N.º 9 de “Angélica, Revista de Literatura”, Lucena, 1999.
- “Un locus amoenus granadino: Valparaíso”. Discurso pronunciado por el ilmo. Sr. Don Fernando de Villena en su recepción pública en la Academia de Buenas Letras de Granada. Granada, 2005.
- “Antología de la poesía colombiana actual”. Prólogo a cargo de Fernando de Villena. Monográfico de la revista literaria “Alhucema”, n.º 18, julio-diciembre, 2007.
- “127 libros para una vida. (Biblioteca)”, colección” Evohé Didaska”, Ediciones Evohé, Madrid, 2014.
- “Visión del Siglo de Oro y otros apuntes”, Col·lecció “Debats”, Institució “Alfons el Magnánim”, Diputación de Valencia, 2014.
- “Temas y tratamientos en la poesía española contemporánea”, Niña Loba Editorial, Sevilla, 2023.

## Otras Publicaciones
- “Pregón. XXIX Feria del Libro. Ayuntamiento de Motril, 2010.
- “La revolución pacífica y otros artículos conflictivos”, Ediciones “Carena”, Barcelona, 2015.

## Comentarios sobre su obra
http://www.joselupianez.com/prologo2_1.htm